# رتیکولوسیتوز
رتیکولوسیتوز یک بیماری است که در آن میزان رتیکولوسیت (سلول‌های گلبول قرمز نارس) افزایش می‌یابد. این رخداد معمولاً در کم‌خونی، کم‌خونی همولیتیک و خونریزی دیده می‌شود، هنگامی که مغز استخوان در تلاش برای جایگزینی گلبول‌های قرمز از دست رفته است.